# Aleksei Gutor
Alekséi Yevgénievich Gútor (Алексе́й Евге́ньевич Гу́тор; 30 de agosto de 1868 - 13 de agosto de 1938) fue un teniente general ruso, comandante de frente durante la Primera Guerra Mundial.
Nacido en Vorónezh en el seno de una familia noble, Gutor se unió al Ejército Imperial. Durante la Primera Guerra Mundial Gutor comandó el 6.º Cuerpo a partir de marzo de 1916, que comandó durante la Ofensiva Brusilov. Gutor después comandó el 11.º Ejército entre el 15 de abril de 1917 y el 21 de mayo de 1917, cuando fue elevado a comandante de frente. Entre el 22 de mayo de 1917 y el 10 de julio de 1917 Gutor comandó el frente suroccidental durante las primeras etapas de la Ofensiva Kerensky. Después de la Revolución rusa y la toma de poder por los bolcheviques, Gutor se puso a disposición del Ejército Rojo. Fue nombrado Presidente de la Comisión de Estatutos, condujo cursos de ciencia militar, y asesoró al comandante en jefe de todas las fuerzas armadas de la república. En el verano de 1920, fue transferido a Siberia como consejero del comandamiento, pero poco después fue arrestado en Omsk bajo acusaciones de actividades contrarrevolucionarias y fue transferido a la prisión de Butyrka de Moscú. Su caso fue declarado cerrado por el Presidium en noviembre de 1922 por falta de evidencias y Gutor fue liberado de custodia. Subsiguientemente se convirtió en Profesor de Estrategia y Tácticas en la Academia Militar del Ejército Rojo. En enero de 1931 fue liberado de su puesto y fue ejecutado siete años después durante la Gran Purga a la edad de 69 años en Moscú.